# Cryptotis merriami
Cryptotis merriami är en däggdjursart som beskrevs av Choate 1970. Cryptotis merriami ingår i släktet pygménäbbmöss, och familjen näbbmöss. IUCN kategoriserar arten globalt som livskraftig. Inga underarter finns listade i Catalogue of Life.
Denna näbbmus förekommer i Centralamerika från södra Mexiko till centrala Nicaragua. En avskild population finns i norra Costa Rica. Cryptotis merriami lever i bergstrakter mellan 975 och 1650 meter över havet. Den vistas i olika slags skogar och i odlade områden nära skogar.